# I Can Tell
I Can Tell — студійний альбом американського блюзового музиканта Джона Геммонда, випущений у 1967 році лейблом Atlantic Records. Записаний 12 травня 1967 року.
У записі взяли участь відомі рок-н-рольні музиканти, зокрема Білл Ваймен і Роббі Робертсон. До альбому увійшли блюзові стандарти, в основному з репертуару Віллі Діксона, Елмора Джеймса, Гауліна Вульфа та ін.
Перевиданий на CD з 4 додатковими композиціями із альбому Southern Fried (1970).

## Список композицій
1. «I Wish You Would» (Біллі Бой Арнольд) — 2:56
2. «I'm in the Mood» (Джон Лі Гукер, Жуль Тауб) — 3:08
3. «I Can Tell» (Елліс Мак-Деніелс, Семюел Сміт) — 3:20
4. «Spoonful» (Віллі Діксон) — 2:45
5. «Coming Home» (Елмор Джеймс) — 2:20
6. «My Baby Is Sweeter» (Віллі Діксон) — 2:58
7. «Brown Eyed Handsome Man» (Чак Беррі) — 2:18
8. «Smokestack Lightning» (Честер Бернетт)— 2:43
9. «Five Long Years» (Джон Лі Гукер) — 3:55
10. «You're So Fine» (Волтер Джейкобс) — 2:34
11. «Going to New York» (Джиммі Рід, Мері Лі Рід) — 1:52
12. «Forty Days and Forty Nights» (Бернард Рот) — 4:30

## Учасники запису
- Джон Геммонд — вокал, гітара, губна гармоніка
- Роббі Робертсон — гітара
- Білл Ваймен — бас-гітара (А1, А3)
- Джиммі Льюїс — бас-гітара (A2)
- Рік Данко — бас-гітара (A4, A5, A6, B1, B2, B3, B4, B5 і B6)
- Чарлз Отіс — ударні
- Арті Батлер — фортепіано (В1)

Технічний персонал
- Джон Геммонд — продюсер
- Леонард Фезер — текст до обкладинки
- Хейг Адішян — дизайн обкладинки
- Корнелл Капа, Magnum — фотографії обкладинки